# General Villegas (Buenos Aires)
General Villegas is een plaats in het Argentijnse bestuurlijke gebied General Villegas in de provincie Buenos Aires. De plaats telt 16.270 inwoners.

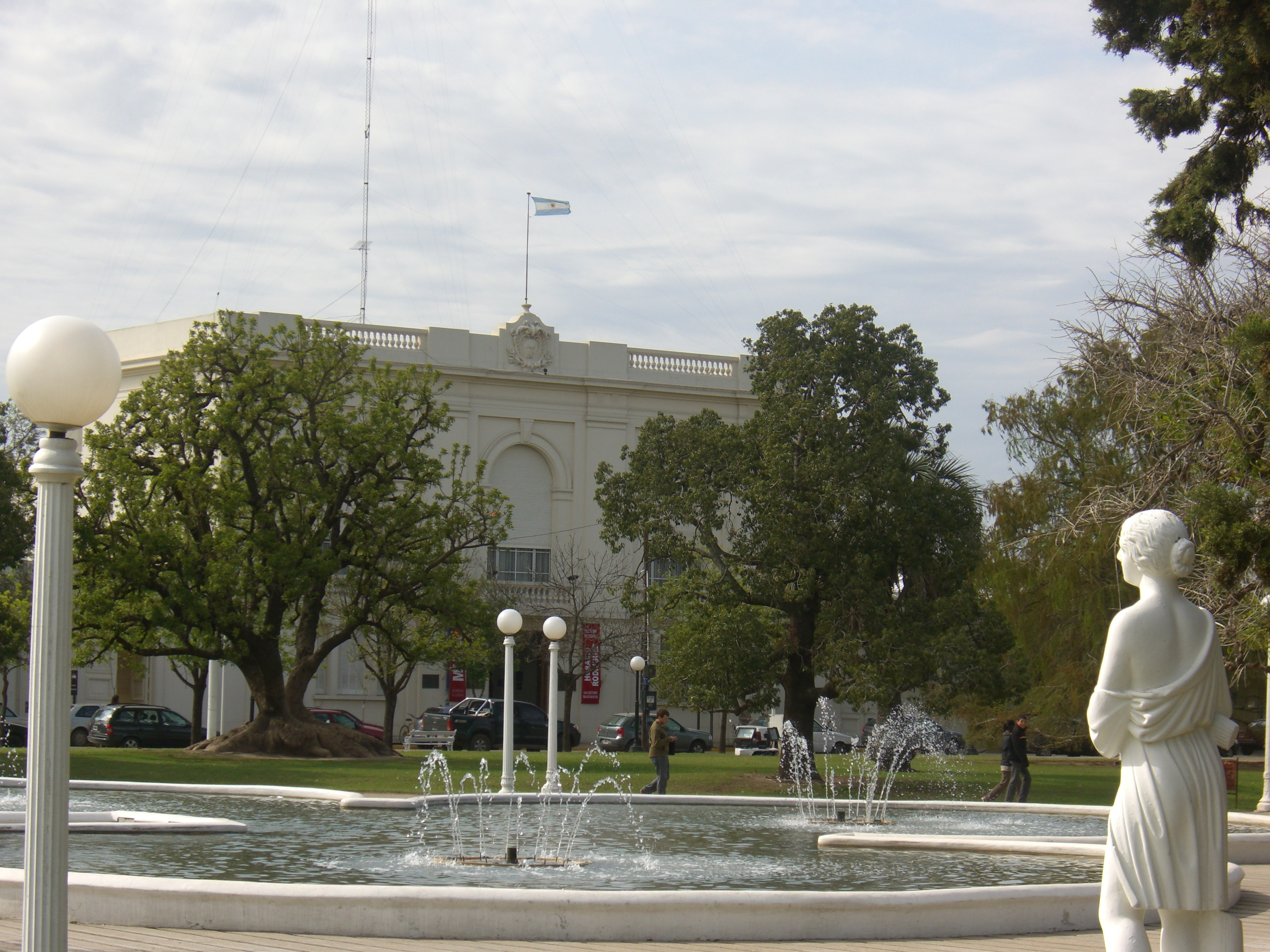
Gemeentehuis